# Dysectopa
Dysectopa là một chi bướm đêm thuộc họ Gracillariidae.

## Các loài
- Dysectopa scalifera Vári, 1961